# エリーザベト・ゾフィー・フォン・ブランデンブルク (1589-1629)
エリーザベト・ゾフィー・フォン・ブランデンブルク（Elisabeth Sophie von Brandenburg, 1589年7月4日 - 1629年12月24日）は、ドイツのブランデンブルク選帝侯家の公女。

## 生涯
ブランデンブルク選帝侯ヨハン・ゲオルクとその3番目の妻でアンハルト侯ヨアヒム・エルンストの娘であるエリーザベトの間の第6子、三女として生まれた。父にとっては6番目の娘である。
1613年3月27日、ポーランド・リトアニア共和国の大貴族で、ビルジャイとドゥビンギャイの領主であるヤヌシュ・ラジヴィウ侯と最初の結婚をした。ヤヌシュとの間には息子のボグスワフ（1620年 - 1669年）をもうけたが、1620年には死別した。
1628年、エリーザベト・ゾフィーは自らの寡婦財産であるリヒテンベルクの街と城を、バイロイト侯領を治める同母兄のブランデンブルク＝バイロイト辺境伯クリスティアンに売却した。リヒテンベルクの所領は、夫のヤヌシュが1617年に貴族のヴァルデンフェルス家から買い取って妻に与えたものだった。
エリーザベト・ゾフィーは1628年2月27日にザクセン＝ラウエンブルク公世子ユリウス・ハインリヒと再婚した。夫妻には息子のフランツ・エルトマン（1629年 - 1666年）が生まれた。エリーザベト・ゾフィーは1629年に死去。フランクフルト・アン・デア・オーダーの聖母マリア教会に葬られた。